# International Academy of Education
Die International Academy of Education (IAE) ist eine Non-Profit Wissenschaftliche Gesellschaft, die die erziehungswissenschaftliche Forschung, ihre Verbreitung und Implementation fördert. Sie wurde 1986 gegründet, ihren Sitz hat sie an der Académie royale des Sciences, des Lettres et des Beaux-Arts de Belgique in Brüssel. Sie ist weltweit aktiv, um Forschungsbeiträge zu ermöglichen, kritische pädagogische Probleme zu lösen und die Kommunikation unter Politikern, Forschern und Praktikern zu unterstützen. Dabei geht es um Spitzenforschung, die auch in Forschungssynthesen publiziert wird.
Die Gremien sind eine Vollversammlung der zurzeit (2023) 54 Mitglieder (fellows) sowie ein Vorstand mit einem Präsidenten, Vizepräsidenten, Geschäftsführer und weiteren Mitgliedern.
Der Gründungspräsident von 1986 bis 1998 war Torsten Husén (Schweden), der erste Geschäftsführer Neville Postlethwaite (Universität Hamburg). Von 1998 bis 2006 war der Präsident Erik De Corte, Universität Löwen, Belgien, 2006 bis 2012 war Monique Boekarts (Universität Leiden, Niederlande), 2012 bis 2015 María de Ibarrola (Mexiko) die Präsidentin. Der gegenwärtige Präsident ist Lorin Anderson (University of South Carolina, USA).
Deutsche Fellows sind 2025 Jürgen Baumert, Reinhard Pekrun, Wolfgang Schneider, Tina Seidel, Ulrich Teichler, Ludger Wößmann. Die Russin Olga Zlatkin-Troitschanskaia lehrt an der Universität Mainz. Aus der Schweiz kommt Anne-Nelly Perret-Clermont. Die Publikationen erfolgen oft in Gemeinschaft mit dem International Bureau of Education in Genf.
Die Akademietagung 2019 fand in Moskau statt, 2022 in Berlin,  2024 in Singapur.

## Publikationen
- de Ibarrola, Maria, Phillips, D. C. (Hg.): Leaders in educational research: Intellectual self portraits by fellows of the International Academic of Education. Rotterdam: Sense Publishers, 2014.

## Einzelbelege
1. ↑  Erik De Corte. Abgerufen am 21. Dezember 2021.